# Mohamed Kaboré
Mohamed Kaboré (Ouagadougou, 31 dicembre 1980) è un ex calciatore burkinabé, di ruolo portiere.

## Carriera

### Nazionale
Ha debuttato in Nazionale nel 2001. Ha partecipato, con la Nazionale, alla Coppa d'Africa 2002 e alla Coppa d'Africa 2004. Ha collezionato in totale, con la maglia della Nazionale, 23 presenze.

## Palmarès

### Club

#### Competizioni nazionali
- Campionato burkinabé di calcio: 2

Étoile Ouagadougou: 2007-2008
ASFA-Yennenga: 2013
- Campionato maliano di calcio: 1

Stade Malien: 2002
- Campionato ivoriano di calcio: 1

ASEC Mimosas: 2006
- Coppa del Burkina Faso: 4

Étoile Ouagadougou: 2002-2003, 2005-2006, 2007-2008
ASFA-Yennenga: 2013
- Coppa della Costa d'Avorio: 1

ASEC Mimosas: 2007